# Johan Gustavsson (musiker)
Karl Johan Marcus Gustavsson, född den 1 oktober 1975 i Älvsbyn, Norrbotten, är en svensk musiker (basist) och producent.
Gustavsson är basist i punkrockbandet Randy. Utöver detta spelade han bas på Breachs sista skiva Kollapse (2001). Han är även medlem i banden Stacs of Stamina, The Hives och The Sekt.
Som producent har Gustavsson bidragit till en mängd olika album, bl.a. Sahara Hotnights Kiss & Tell (2004).

### Fotnoter
1. ↑  ”Johan Gustavsson”. Svensk Filmdatabas. http://www.sfi.se/sv/svensk-filmdatabas/Item/?type=PERSON&itemid=328237. Läst 19 januari 2012.
2. 1 2  ”Johan Gustavsson”. Discogs.com. http://www.discogs.com/artist/Johan+Gustafsson. Läst 19 januari 2012.